# Jeanne Kooijmans
Jeanne Kooijmans (Beuningen, 29 december 1963) is een voormalig Nederlandse radio dj,  televisiepresentatrice en redactrice.
Haar moeder was onderwijzeres en haar vader belastinginspecteur. Ze bleef enig kind.
Kooijmans doorliep de School voor Journalistiek in Utrecht en volgde een opleiding aan de Theaterschool, maar deze laatste maakte ze niet af.
Onder de naam JoJo was zij in de jaren tachtig dj bij de Nijmeegse radiopiraat Delta 90. Ze werkte sinds 1987 voor de KRO op Radio 3. Daar presenteerde ze op de KRO zondag onder meer het ochtend programma Wakkere wereld en vanaf maandag 5 oktober 1992 tot en met medio december 1997 samen met Peter van Bruggen het ochtendprogramma The Breakfast Club op Radio 3. In dat programma was zij in 1993 samen met Peter van Bruggen aanjager van de actie Ik ben woedend, een omstreden protest naar aanleiding van een racistische aanslag in de Duitse stad Solingen.
Vanaf maandag 4 april 1988 tot en met zaterdag 31 maart 1990 werkte ze ook voor de NOS en presenteerde daar op Radio 3 Driespoor, het programma dat de opvolger van De Avondspits werd, maar De Avondspits met Frits Spits keerde vanaf maandag 2 april 1990 toch terug op Radio 3.
Op 29 mei 2008 kreeg zij de Radiobitches Oeuvre Award 2008.
In 2010 verraste de als politiek links bekend staande Kooijmans door te gaan werken voor de zichzelf rechts noemende omroep WNL. Daar presenteerde ze het Radio 2-programma High Tea en op Radio 1, afwisselend met anderen, het radioprogramma Avondspits. In januari 2014 keerde Kooijmans terug naar de KRO, waar ze het radioprogramma Theater van het sentiment presenteerde.
Vanaf 31 augustus 2015 tot in de zomer van 2020 was ze presentator van het ochtendprogramma De ochtendshow (voorheen Spitstijd) op NH Radio.
Kooijmans deed ook veel werk achter de schermen als tekstschrijfster, redactrice en coach. In 2008 en 2009 was ze namens de KRO en NPO Radio 5 jurylid bij de Marconi Awards, de belangrijkste Nederlandse radiovakprijzen.
In 2022 verliet Kooijmans de mediawereld en ging ze werken voor een uitvaartcoöperatie.

## Programma's
Radio
- Driespoor, Radio 3  (1988-1990)
- Wakkere wereld, Radio 3 (1987-1992)
- Dolce vita, Radio 3 (1992)
- The Breakfast Club, Radio 3 (1992-1997)
- Theater van het sentiment, Radio 2
- Tijd voor twee (invalpresentator, Radio 2 1998-2006)
- Adres onbekend, Radio 2 (1998-2002)
- Café Kooijmans, Radio 5  (2006-2010)
- Voor 1 nacht, Radio 1  (2001-2008)
- Deja Vu  Radio 2 (2008)
- High Tea, Radio 1 (2010)
- Avondspits (invalpresentator, Radio 1 2011-2012)
- Theater van het sentiment, NPO Radio 5  (2014-2019)
- De ochtendshow (voorheen  Spitstijd) NH Radio (2015-2020)

Televisie
- Ontbijt TV (2001-2002)
- Ook dat nog! (2002-2003)